# Pycnophallium elna
Pycnophallium elna är en fjärilsart som beskrevs av William Chapman Hewitson 1876. Pycnophallium elna ingår i släktet Pycnophallium och familjen juvelvingar. Inga underarter finns listade.

## Bildgalleri

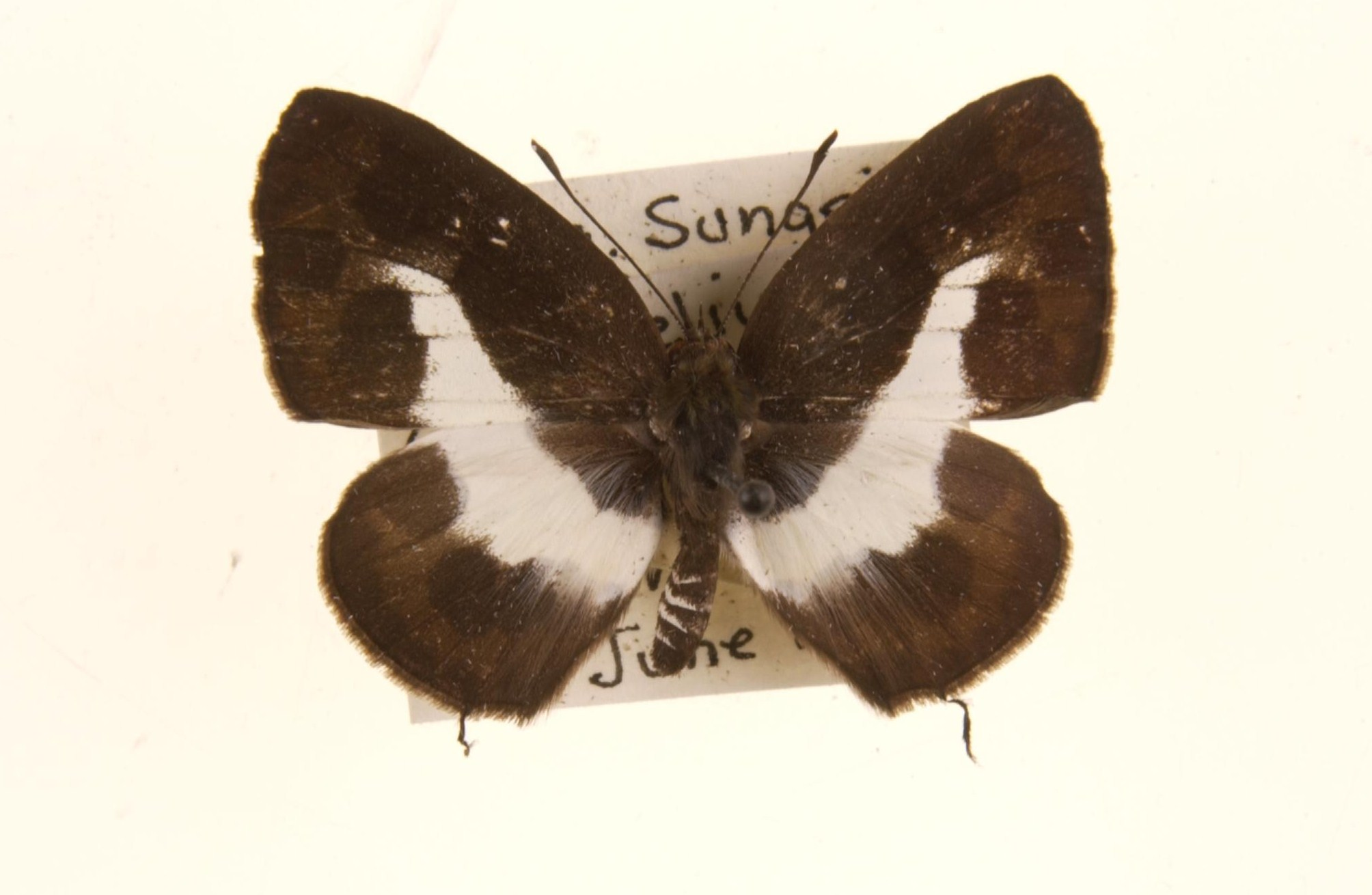
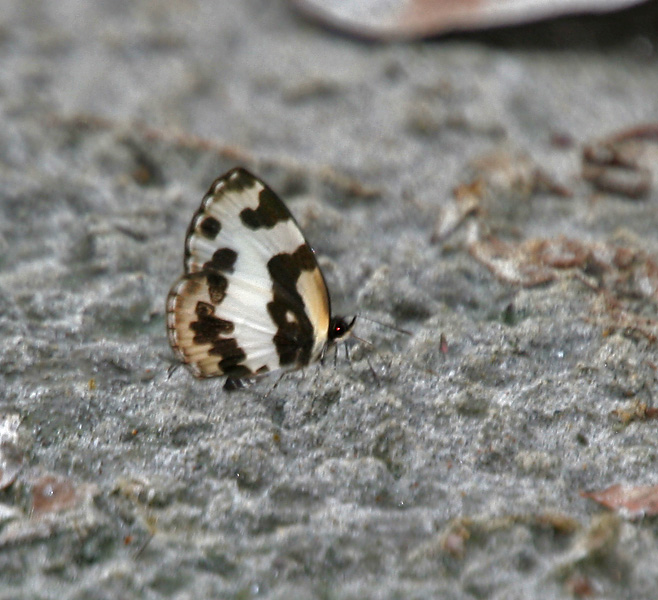
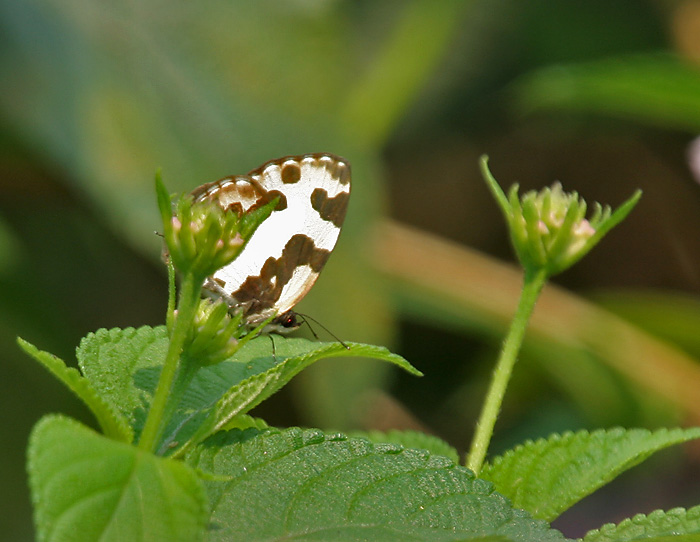
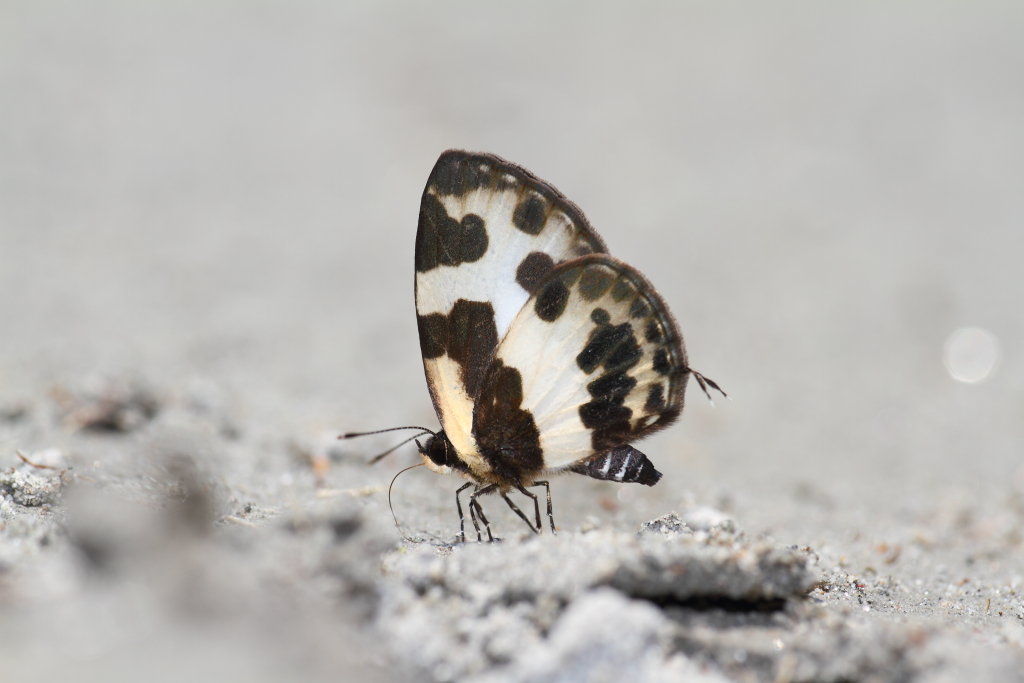